# 지베렐린
지베렐린(영어: gibberellin, GA)은 줄기 신장, 발아, 휴면, 꽃의 개화 및 성장, 잎과 과일의 노화 등 식물 생장을 조절하는 식물호르몬이다. 식물호르몬 중 옥신 다음으로 발견되었다. 지베렐린 합성이 부족한 작물 변종을 선별적으로 사육한 것은 1960년대 녹색혁명의 핵심 동인 중 하나로, 세계적으로 10억 명이 넘는 생명을 구한 것으로 평가된다.

## 역사
벼에게서 발생하는 "벼 키다리병"에 관한 연구에서 처음 알려졌다. 벼 키다리병에 걸린 벼는 줄기와 잎이 길게 늘어나 결국 넘어지고 마는데, 1926년 일본의 과학자 쿠로사와 에이치(黒沢英一)는 벼 키다리병의 원인이 곰팡이인 Gibberella fujikuroi 때문이라는 것을 밝혀냈다. 1935년 동경제국대학의 야부타 데이지로(藪田貞治郎) 교수는 이 곰팡이에 의해 생산된 물질이 벼 키다리병을 유발했다는 사실을 밝혀내 이 물질을 "지베렐린"(gibberellin)으로 명명했다. 이후 지베렐린이 고등 식물에서 생산되며 생장을 촉진하는 역할을 가지고 있다는 사실이 밝혀짐으로써, 식물 생장 호르몬의 하나로 알려지게 되었다.

## 화학
자연에서 생성 및 실제 작용하는 지베렐린은 GA1, GA3, GA4, GA7이다. 지베렐린은 모두 C-3β에 하이드록시기가, C-6에 카르복실기가, C-4와 C-10 사이에 락톤이 존재한다. 3β의 하이드록시기는 C-2나 C-3의 작용기와 서로 바뀌기도 한다. GA5와 GA6이 C-3β에 하이드록시기가 붙지 않은 대표적인 사례이다. GA1이 가장 널리 발견된다.

지베렐린 A1 (GA1)
지베렐린산 (GA3)
ent-Gibberellane
ent-Kaurene

## 측정
지베렐린량도 옥신과 마찬가지로 식물에 나타나는 효과를 통해 알아낼 수 있다. 즉, 키가 작은 품종에 지베렐린을 주면 식물체는 지베렐린량에 비례하여 자라게 되므로, 이것을 이용하여 지베렐린량을 측정할 수 있다. 이러한 방법에 의해, 미숙한 콩 씨에는 1kg당 약 25mg이라는 다량의 지베렐린이 들어 있음이 밝혀졌다.

## 작용
지베렐린의 작용 중 가장 특징적인 것은 줄기의 신장을 촉진시키는 작용이다. 여기에서 지베렐린과 옥신의 작용을 비교하면 다음과 같다. 옥신은 식물 전체에 주어도 거의 효과가 없고 신장을 촉진시키지 않는 데 비해, 지베렐린은 식물 전체에 대해서 두드러진 효과를 나타낸다. 반대로 귀리의 자엽초나 완두 줄기를 식물체에서 잘라내어 옥신을 주면 신장이 촉진되는데, 지베렐린은 잘라낸 부분에 대해서는 거의 효과를 나타내지 않는다. 이와 같이, 옥신과 지베렐린의 작용에는 큰 차이가 있다.
또한, 지베렐린은 옥신으로는 별 영향을 받지 않는 개화 현상에 강한 효과를 나타내기도 한다. 즉, 장일 식물은 일조 시간이 12시간 이상 되어야만 꽃이 피지만, 지베렐린을 주게 되면 단일 조건에서도 꽃이 핀다. 이 밖에 지베렐린은 휴면하고 있는 씨나 눈이 잠에서 깨어나 생장을 시작하게 하는 작용도 있으며, 또 어떤 식물에 대해서는 열매를 맺게 하는 효과가 옥신보다 더 강하게 나타난다. 예를 들어, 사과·버찌·복숭아·살구 등에서는 옥신이 전혀 효과가 없지만 지베렐린을 주면 열매의 생장이 촉진된다.